# Kościół św. Walentego w Osiecznej

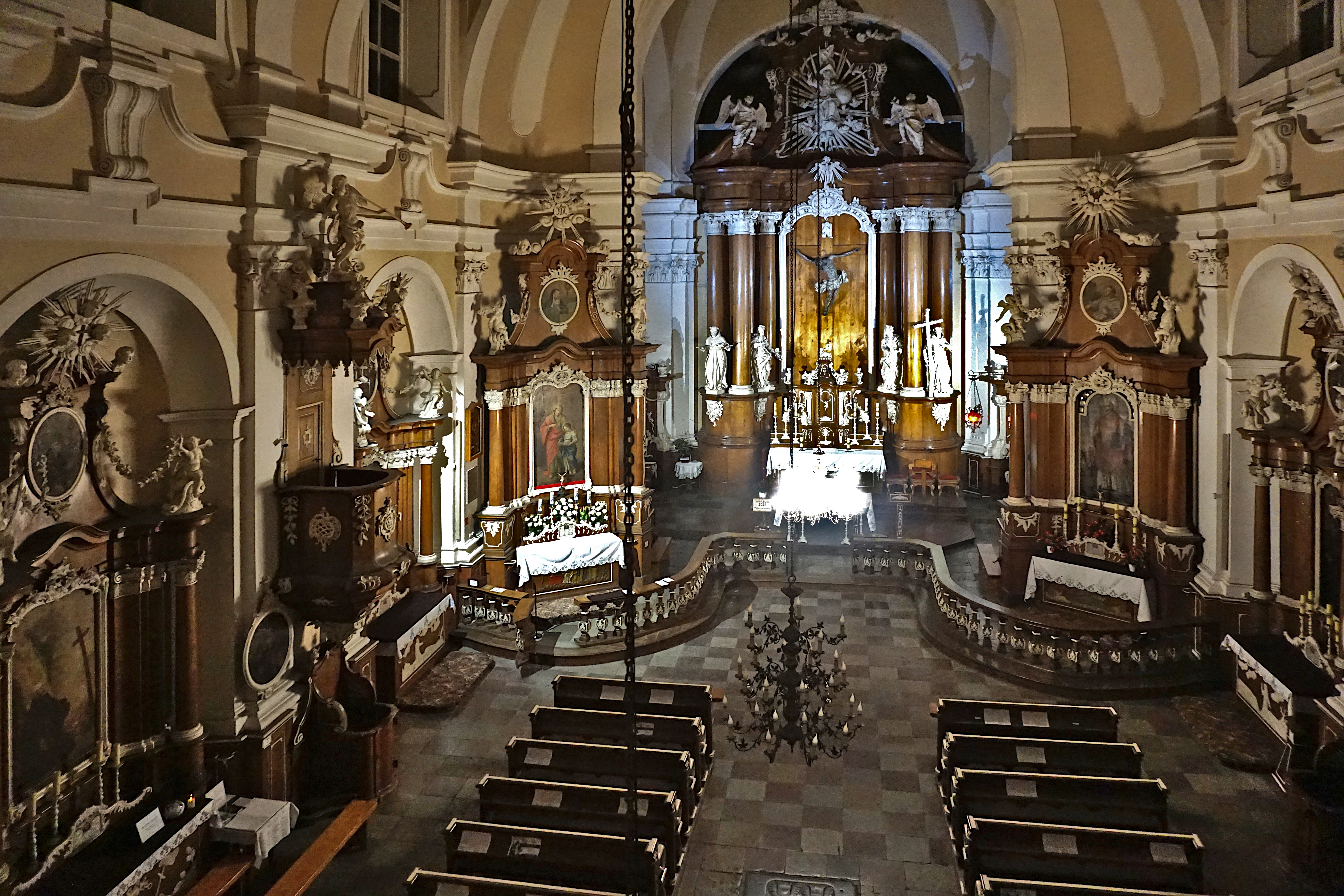
Wnętrze świątyni

Kościół świętego Walentego w Osiecznej – rzymskokatolicki kościół klasztorny należący do klasztoru Franciszkanów.
Obecny barokowy kościół został zbudowany przez Józefa Mycielskiego w latach 1729–33. Budowla została zaprojektowana przez włoskiego architekta Pompeo Ferrariego. Obecne wyposażenie świątyni powstało w latach 1784–86 w stylu rokokowym.
Podczas II wojny światowej w kościele znajdował się magazyn surowców.
Ważną datą w powojennej historii świątyni była papieska koronacja cudownego obrazu Matki Boskiej Bolesnej. Odbyła się w dniu 5 sierpnia 1979 roku, a dokonał jej arcybiskup metropolita poznański Jerzy Stroba z towarzyszeniem księży biskupów, licznego duchowieństwa i około trzydziestu tysięcy wiernych.
Do zabytkowego wyposażenia świątyni należą między innymi: nadpalona figura ukrzyżowanego Chrystusa, którego ręce niemal doszczętnie strawił pożar w 1984 roku, figura Chrystusa Ukrzyżowanego umieszczona w głównym ołtarzu, obraz Chrystus na Krzyżu – znajdujący się w lewym bocznym ołtarzu, obraz Matki Bożej umieszczony w prawym bocznym ołtarzu, obraz patrona kościoła św. Walentego, obrazy świętych: Franciszka, Antoniego, Jana Nepomucena i Piotra z Alkantary.
Na uwagę zasługują również umieszczone w ołtarzach bocznych cztery obrazy pędzla Franciszka Smuglewicza z 1786 roku.